# とちテレNEWS
『とちテレNEWS』（とちテレニュース）は、とちぎテレビで放送されているローカルニュース番組である。旧番組名は『とちぎTVニュース』（とちぎテレビニュース）。2010年春改編で、それまで平日21時30分から放送されていた20分番組が『ニュースワイド21』となり、平日昼間帯に5分のストレートニュースが新設された。
なお、本項目では2017年まで放送された『とちぎTVニュースSat&Sun』、2018年4月から放送されている『とちテレニュースモーニング』についても記載する。

## 放送時間
とちテレNEWS
- 月曜 - 金曜 13:00 - 13:05、15:00 - 15:05（2020年4月1日 - ）

### 過去の放送時間
とちぎTVニュース→とちテレNEWS
- 月曜 - 金曜 21:30 - 21:50（ - 2010年4月2日、『ニュースワイド21』に移行）
- 月曜 - 金曜 12:55 - 13:00、14:55 - 15:00、16:55 - 17:00（ - 2020年3月31日）

とちぎテレビニュース Sat&Sun
- 土曜 21:00 - 21:10、23:00 - 23:10
- 日曜 21:00 - 21:10、23:15 - 23:25

夕方に放送枠を移し、『イブニング6サタデー』『イブニング6サンデー』にそれぞれ移行。

## 出演者

### 現在の出演者
とちテレNEWS
※いずれもとちぎテレビアナウンサー
- 藤田真奈
- 高橋映
- 元田芳

### 過去の出演者
- 若林芽育
- 有馬香
- 金谷有希子
- 杉本麻衣
- 佐藤委子
- 高橋晴夫
- 矢野健一
- 鈴江晴彦
- 針谷衣織里
- 荒生沙緒利
- 田村麻美
- 針谷衣織里
- 片山侑紀
- 仁科美咲
- 柴田紗帆
- 中矢邦子

とちぎテレビニュース Sat&Sun
- 飯島誠
- 吉田愛梨
- 田﨑好美

## 放送内容
宇都宮市中心の県内のローカルを放送している。
とちぎテレビで平日昼間に生放送のニュース番組が放送されるのは開局以来初である（開局当初に放送されていた『NEWS LINE UP』は文字ニュースであった）。
オープニングの後、栃木県庁本庁舎屋上に設置されたお天気カメラから宇都宮市内のライブ映像がながれ、映像つきのニュースを1本取り上げる。その後、県内のフラッシュニュースを文字情報で伝え、CMを挟み再び宇都宮市内のライブ映像が流れエンディングとなる。

週末版の『 - Sat&Sun』は、とちぎテレビ報道部の記者がアナウンサーを担当していたが、2010年4月よりアナウンサー担当となった。2017年春改編で『イブニング6Plus』の週末版として18:00からの15分間の放送に移行、『とちぎTVニュース』としては廃枠となる。

## とちテレニュースモーニング
『とちテレニュースモーニング』は、とちぎテレビで平日朝に放送されている報道番組である。

### 概要
2018年3月30日に『おはよう!とちぎの朝』が終了したことに伴い、同年4月2日より開始した。とちぎテレビでは、1999年の開局当初から約19年にわたり平日朝のワイド番組を編成していたが、当番組では10〜15分の定時スポットニュース・天気予報枠となっている。

### 出演者

#### 現在
- 元田芳
- 高橋映 - 火・金曜日（2019年4月2日 - ）[1]
- 藤田真奈
- 飯島誠

#### 過去
- 今崎宏美（2018年4月2日〜5月31日、月・火曜日）
- 佐藤委子（2018年4月5日〜2019年3月29日、木・金曜日）[2]

## 動画配信
- 2008年3月までは土日も含め、毎日3本のニュースを番組HPで動画配信（WMV形式、512kdps）していた。
- とちぎテレビのサイトリニューアルに伴い、5月30日まで、配信を休止、一時平日のみの配信だったが、現在は毎日配信を再開している。
- 2020年末からYouTubeで毎日動画を配信している。

## 備考
- 2017年3月27日は、那須町で発生した雪崩に関するニュースを伝えるため同日深夜まで放送枠を拡大かつ臨時に設置して対応した。（12:25 - 13:00、13:30 - 14:00、14:15 - 15:00、15:30 - 17:00、19:00 - 19:30、23:00 - 23:30）翌28日も、11:55 - 12:25にも同様の対応をとった。